# کوپنهایم
شهر کوپنهایم (به آلمانی: Kuppenheim) در ایالت بادن-وورتمبرگ در کشور آلمان واقع شده‌است.